# Saint-Genouph
Saint-Genouph è un comune francese di 1 044 abitanti situato nel dipartimento dell'Indre e Loira nella regione del Centro-Valle della Loira.

## Società

### Evoluzione demografica
Abitanti censiti